# Нубийская пустыня
Нуби́йская пусты́ня (араб. صحراء النوبة‎, Эн-Нуба) — пустыня в Африке, восточная часть Сахары. Расположена между Нилом и хребтом Этбай; на севере (22° с. ш.) переходит в Аравийскую пустыню. Площадь — 1 240 000 км² (одна из самых больших пустынь в мире). Большая часть находится на территории Судана, меньшая — на юге Египта.

## Рельеф
В рельефе преобладают плато, ступенчато понижающиеся с востока на запад от 1000 до 350 м; на западе пустыни встречаются островные горы высотой до 1240 м. На востоке обнажаются древние породы Нубийско-Аравийского щита и нубийские песчаники, которые на западе пустыни скрыты под песками. Плато густо расчленено сухими руслами рек (вади), пролегающими в широких долинах. Средняя высота над уровнем моря — 500 метров; самой высокой точкой является гора Ода высотой 2259 метров.

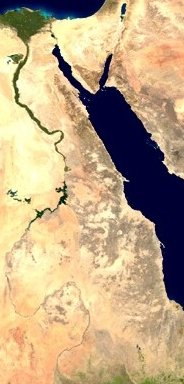
Аравийская пустыня (на севере), Нубийская пустыня (на юге)

## Животный и растительный мир
Растительный покров разрежен преобладают ксерофитные злаки, акация, тамариск, колючие кустарники и полукустарники, пальмы-дум. Животный мир представлен прежде всего многочисленными пресмыкающимися (гекконы, ядовитые змеи, сцинки, пустынные вараны и ящерицы); вдоль Нила встречаются крокодилы, ибисы, шакалы, гиены.

## Климат
Климат в пустыне — сухой тропический, жаркий, континентальный. Средняя температура июля — +30 °C, января +15 °C. Максимальная достигает +53 °C. Зимой не редкость холодные ночи. Ежегодное количество осадков не более 25 мм, годами их не бывает совсем.

## Население
Население, проживающее в обоих государствах на территории пустыни, оценивается приблизительно в 2—2,5 млн человек. Основные народности: нубийцы, арабы, берберы, нилоты, копты. Основные исповедуемые религии: мусульмане-сунниты, христиане-копты. Основные языки: арабский, английский, нилотские языки, нубийский, беджа, коптский. Через Нубийскую пустыню проходит трансафриканское шоссе Каир-Кейптаун.